# Mahoba
Mahoba este un gen de molii din familia Lymantriinae.

## Specii
- Mahoba plagidotata Walker, 1862
- Mahoba irrorata  Moore, 1879